# Главное военно-медицинское управление Министерства обороны Российской Федерации

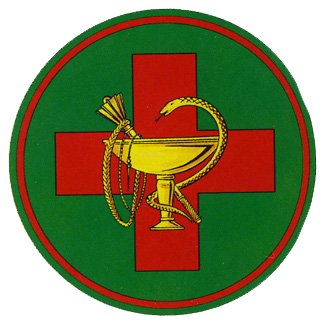
Нарукавный знак ГВМУ Минобороны России, 2004—2015 гг.

Главное военно-медицинское управление (ГВМУ). Ранее — Центральное военно-медицинское управление (ЦВМУ).
Медицинская служба Вооружённых Сил Российской Федерации занимается обеспечением высокого уровня готовности Вооружённых сил Российской Федерации и средств к действиям в условиях военных конфликтов и других чрезвычайных ситуаций. В то же время, являясь равноправным субъектом государственной системы здравоохранения, военная медицина функционирует и развивается в соответствии с гражданским законодательством, действующем в стране. Главным органом военного управления медицинской службой Вооружённых Сил Российской Федерации является ГВМУ Минобороны России.

## История

### Российская Империя
Основано[зачем?]
Годом основания центрального органа управления военно-медицинской службой в России, по версии Минобороны России считается 1805 год, основателем император Александр I.
В 1802 году при создании министерств, Манифестом от 8 сентября Медицинская коллегия подчиняется Министру внутренних дел, а через год, 31 декабря 1803 года, Медицинская коллегия упраздняется. В 1803 году в составе Министерства внутренних дел создаётся Департамент внутренних дел включающий 4 экспедиций, в том числе Экспедицию общественного призрения, состоящую из двух отделов: Медицинской коллегии и отдела общественного призрения. 18 июля 1803 года указом императора проводится реорганизация МВД. Она теперь состоит из 3 экспедиций, одна из которых Экспедиция государственной медицинской управы объединившая функции Медицинской коллегии и по вопросам общественного призрения. 31 декабря 1803 года эта экспедиция снова реорганизуется (создаётся Медицинский департамент), она делится на 2 отдела, одновременно из её функции исключаются вопросы по общественному призрению. Создаётся Медицинский совет, упраздняется Медицинская коллегия. В 1805 году медицинское управление перестаёт быть общим для всех ведомств, военно-медицинская часть переподчиняется Министерству военных сухопутных сил с созданием отдельного медицинского управления по армии и флоту — Медицинской экспедиции. Руководит им генерал-штаб-доктор, в помощниках у него генерал-штаб-лекарь, первым руководителем назначается Н. К. Карпинский.
В историческом периоде аналогичные структуры назывались:
- Медицинский департамент Военного министерства (1823—1867 гг.),
- Главное военно-медицинское управление (1867—1909 гг.). Начальник ГВМУ являлся Главным военно-медицинским инспектором. В 1902 году Ветеринарный отдел ГВМУ преобразуется в Военно-ветеринарный отдел ГВМУ начальник которого становится Главным военно-ветеринарным инспектором[7]. При ГВМУ находится Военно-медицинский учёный комитет[8]. Кроме ГВМУ имеются Окружные военно-медицинские управления[9],
- Главное военно-санитарное управление (1909—1917 гг.).

Руководителями ведомства в дореволюционный период были:
- 1805-? гг. — Н. К. Карпинский[4]
- 1867—1868 гг. — П. А. Дубовицкий[10]
- 1906—1917 гг. — А. Я. Евдокимов[11]
- 1917, март—май — Н. Н. Бурденко[12]

### СССР
17 (4) декабря 1917 года был утверждён декрет СНК РСФСР «О назначении Коллегии для заведования Главным военно-санитарным управлением», в состав коллегии вошли: М. И. Барсуков, И. С. Вегер, А. Н. Винокуров, М. В. Головинский, с января 1918 года вошедшие в Совет врачебных коллегий при СНК РСФСР координировавший врачебные коллегий наркоматов государственного призрения (соцобеспечения), внутренних дел, путей сообщения и т.д. В августе 1918 года Главное военно-санитарное управление включается в состав созданного Наркомздрава РСФСР как самостоятельный отдел, оставаясь также в подчинении Наркомвоендела РСФСР, что позволило координировать действия, силы и средства военной и гражданской медицины в условиях Гражданской войны.
К 1929 году ГВСУ перименовывается в Военно-санитарное управление РККА. Постановлением ЦИК и СНК СССР от 1929 года переподчиняется от Наркомздрава Наркомвоенмору СССР.
В 1934 году ВСУ РККА преобразуется в Санитарное управление РККА Наркомата обороны.
В августе 1941 года Санитарное управление РККА было реорганизовано как Главное военно-санитарное управление. В ходе войны в составе ГВСУ были:
- управления: лечебноэвакуационное, противоэпидемическое, кадров, снабжения медицинским и санитарно-хозяйственным имуществом;
- отделы;
- главные медицинские специалисты: H. Н. Бурденко, М. С. Вовей, И. Д. Ионин, Т. Е. Болдырев, Ф. Г. Кротков, Ю. В. Другов, Н. И. Завалишин, Ю. М. Волынкин, П. М. Журавлёв, К. Д. Тиманьков и другие;
- Учёный медицинский совет.

В 1962 году ГВСУ реорганизовано в Центральное военно-медицинское управление Министерства обороны СССР с подчинением заместителю министра обороны — начальнику тыла Вооружённых Сил СССР.
Руководителями ведомства в советский период были:
- 1918—1920 гг. — М. И. Баранов
- 1920—1928 гг. — 3. П. Соловьев
- 1928—1937 гг. — М. И. Баранов
- 1939—1947 гг. — Е. И. Смирнов
- 1947—1952 гг. — Н. И. Завалишин
- 1952—1955 гг. — П. Г. Столыпин
- 1955—1960 гг. — Е. И. Смирнов
- и др.

### Российская Федерация
В 1993 году Центральное военно-медицинское управление Минобороны России реорганизуется в Главное военно-медицинское управление Минобороны России с одновременным переподчинением непосредственно Министру обороны. В 1997 году ГВМУ уже Минобороны России снова было переподчинено Заместителю министра обороны — начальнику тыла Вооружённых Сил Российской Федерации, но войсковое звено медицинской службы оставлено в непосредственном подчинении командиров воинских частей (при проведении реформы 1997—1999 гг.). В 2004 году и они были переподчинены обратно заместителям командиров по тылу (при проведении реформы 2001—2004 гг.). 26 июня 2004 года были приняты ныне (по состоянию на 2021 год) действующие эмблемы ГВМУ.
Военная реформа начатая в 2008 году также затрагивает и ГВМУ и военно-медицинскую службу в целом, в частности меняется организационно-штатная структура, проводится «оптимизация».
Пандемия коронавируса
В марте 2020 года на помощь итальянским властям в борьбе с коронавирусной инфекцией была отправлена техника и военнослужащие Министерства обороны РФ. В городе Бергамо был развернут полевой госпиталь, где с 6 апреля по 7 мая российские военные специалисты приняли на лечение 115 заразившихся коронавирусной инфекцией, 76 пациентов выздоровели и были выписаны. 7 мая госпиталь со штатным медицинским оборудованием и имуществом предан итальянцам. 15 мая 2020 года завершилась длившаяся 55 дней гуманитарная операция Минобороны России по оказанию помощи Итальянской Республике в борьбе с распространением коронавирусной инфекции. Самолетом Ил-76 ВКС России на аэродром Чкаловский из Италии доставлена последняя группа военнослужащих и специальная военная техника сводного отряда российского военного ведомства, задействованного в обеспечении противоэпидемиологических мероприятий.
4 апреля 2020 года одиннадцать российских военных самолетов прилетели в Сербию для помощи в борьбе с коронавирусом.
Ил-76 доставили на аэродром «Батайница» в 20 километрах северо-западнее Белграда оборудование для эпидемиологической диагностики и проведения дезинфекции, а также военных специалистов, включая военных медиков и специалистов-вирусологов войск РХБЗ.
25 апреля президент Сербии Александар Вучич заявил, что хотел лично поблагодарить российских специалистов, которые на протяжении трех недель в Сербии и 16 дней в Республике Сербской (энтитет Боснии и Герцеговины) в тяжелейших условиях обработали сотни объектов, продезинфицировали сотни тысяч квадратных метров площадей. "Это делали военные специалисты РХБЗ, пока их врачи помогали нашим докторам, ехали в самые опасные регионы, включая Чуприю, Ниш, Нови-Пазар, где у нас были очаги [эпидемии]. Военные медики провели осмотр и приняли участие в лечении более 800 инфицированных пациентов. 18 мая завершилась 44-дневная гуманитарная операция Минобороны России по оказанию помощи Республике Сербия в борьбе с распространением коронавирусной инфекции. Ил-76 военно-транспортной авиации Воздушно-космических сил России с последней группой военных прибыл на подмосковный аэродром Чкаловский.
17 апреля Москва попросила Минобороны выделить 20 бригад специалистов-реаниматологов для борьбы с коронавирусом. Об этом сообщил в пятницу на совещании о ходе строительства и перепрофилирования медицинских учреждений в регионах с президентом Владимиром Путиным мэр столицы Сергей Собянин. «Самое главное не только разворот коек, мощностей, но и кадры. В первую очередь, для такой работы требуются бригады реанимации. Я к вам обращался с просьбой дать поручение министерству обороны выделить для Москвы 20 бригад специалистов в области реанимации. С министром обороны мы отработали ваше поручение, как он доложил, они приступили к работе», — сказал Собянин.
24 апреля 2020 года пять врачебно-сестринских бригад, назначенных от танковой армии Западного военного округа, прибыли в лечебные учреждения Московской области для оказания помощи в лечении заразившихся коронавирусом. Ранее министр обороны РФ Сергей Шойгу сообщил, что губернатор Московской области Андрей Воробьев обратился за помощью к Минобороны РФ. Врачебно-сестринские бригады укомплектованы необходимыми индивидуальными средствами защиты и прошли подготовку для работы в новых эпидемиологических условиях.
15 мая Министерство обороны России завершило строительство 16 многофункциональных медцентров в 15 регионах страны для оказания помощи заразившимся коронавирусной инфекцией. Центры позволят одновременно оказывать медпомощь 1 600 пациентам с коронавирусом, как военнослужащим, так и гражданскому населению. Все центры укомплектованы новейшим медицинским оборудованием, накоплен запас необходимых лекарственных препаратов, что позволяет оказывать медицинскую помощь в нужном объеме и на высоком технологическом уровне. Для персонала медицинских центров сформирован запас средств индивидуальной защиты. Общее число персонала центров составляет более 2 тыс. человек. Все специалисты прошли подготовку по диагностике и лечению коронавирусной инфекции в Военно-медицинской академии им. С. М. Кирова.
22 мая врио главы Камчатского края Владимир Солодов сообщил, что Восточный военный округ (ВВО) направил на усиление кадрового медицинского состава две бригады военных медиков.
25 мая начал принимать первых пациентов медперсонал полевого многопрофильного госпиталя, развернутого в Буйнакске в Дагестане. Ранее личный состав медподразделения одного из соединений Южного военного округа, совершив марш протяженностью около 400 км из пункта постоянной дислокации на Ставрополье в Буйнакск, за сутки развернул полевой госпиталь и приступил к работе.
28 мая начал прием пациентов персонал полевого многопрофильного госпиталя Западного военного округа (ЗВО), развернутого в дагестанском поселке Ботлих. Ранее личный состав медицинского подразделения совершил марш на штатной технике протяженностью около 2 тыс. километров из подмосковного Алабина в Ботлих, госпиталь был развернут в течение суток. В составе прибывшего подразделения 135 военнослужащих, в том числе 72 медицинских специалиста и 42 единицы специальной военной техники.
В опубликованном 26 мая бюллетене Минобороны России сообщается, что количество выздоровевших после коронавирусной инфекции в российской армии и военных учебных заведениях с марта по 26 мая составляет 3 062 человек. Общая численность снятых с контроля медиков военнослужащих увеличилась до 9 389 человек. Общая численность выздоровевших сотрудников гражданского персонала увеличилась до 226 человек. Общая численность снятых с контроля медиков сотрудников гражданского персонала увеличилась до 1 347 человек. Количество заразившихся военнослужащих коронавирусом по состоянию на 26 мая составляет 1 520. У воспитанников довузовских учебных заведений коронавирус не выявлен. В вузах Минобороны зарегистрированы 623 случая заражения среди военнослужащих, в том числе курсантов и слушателей, а также 378 случаев среди гражданского персонала. У большинства заразившихся нет симптомов заболевания, в тяжелом состоянии находятся трое военнослужащих, в состоянии средней тяжести — шесть человек.
29 мая главнокомандующий Сухопутными войсками (СВ) генерал армии Олег Салюков сообщил, что Минобороны РФ начало подготовку к проведению парада Победы в Москве, первая репетиция состоится 8 июня в Алабине, а первая тренировка в Москве пройдет 17 июня, в связи с чем военные медики примут беспрецедентные меры для противодействия распространению коронавирусной инфекции. Военные медики под жесткий контроль возьмут выполнение всех противоэпидемических мероприятий в местах проживания парадных расчетов и в процессе тренировок. Они обеспечат всех участников парада средствами индивидуальной защиты, будут проводить регулярное медицинское обследование и на основании его результатов допуск участников парада к тренировкам и затем к параду.
8 июня военные медики Восточного военного округа начали прием пациентов и проведение лечебно-диагностических мероприятий в многопрофильном полевом госпитале, развернутом в Чите в Забайкальском крае. В полевом госпитале развернули приемное, госпитальное, инфекционное, санитарно-эпидемиологическое отделения, а также отделение анестезиологии и реанимации, лабораторию.
11 июня в Министерстве обороны сообщили, что более 330 человек, зараженных коронавирусом, получают медицинскую помощь во временном медицинском центре, развернутым Минобороны РФ в подмосковной Кубинке. В работе временного центра задействованы врачи-инфекционисты и медсестры из Военно-медицинской академии имени Кирова, а также медицинских служб Центрального и Восточного военных округов. Также к оказанию помощи привлечены курсанты выпускных курсов академии. Ранее Минобороны России на базе Конгрессно-выставочного центра в Кубинке совместно с правительством Московской области создало временный медицинский центр для лечения больных с новой коронавирусной инфекцией. Для его работы привлечено более 600 военных медиков. Жителям Московской области для лечения коронавирусной инфекции также предоставили часть коечного фонда многофункциональных медицинских центров в Одинцове и Подольске.
18 июня группа из 18 российских военных прошла вакцинацию против коронавируса в рамках клинических испытаний. Введение вакцины проводилось под контролем наиболее опытных специалистов госпиталя им. Н. Н. Бурденко, ранее неоднократно принимавших участие в клинических испытаниях лекарственных препаратов и вакцин. Вакцинация прошла в полном соответствии с планом работы, без происшествий или осложнений. После введения вакцины все добровольцы продолжат находиться под непрерывным наблюдением медицинских специалистов. Будут проводиться регулярные скрининги, взятие необходимых проб и анализов. Через несколько дней, после проведения всесторонних исследований и получения первичных данных о безопасности и переносимости вакцины, будет проведена иммунизация остальной части добровольцев, которые в настоящее время также находятся на изоляции под наблюдением медицинских специалистов госпиталя имени Бурденко.
21 июля первый заместитель министра обороны Руслан Цаликов в интервью изданию «Аргументы и факты» сообщил о готовности первая российской вакцины от коронавирусной инфекции, в создании которой участвовали военные специалисты 48 ЦНИИ РХБЗ и ученые Национального исследовательского центра им. Гамалеи.
11 августа Президент РФ Владимир Путин, открывая совещание с членами правительства, сообщил о первой в мире регистрации вакцины против новой коронавирусной инфекции в России.

## Задачи
- сохранение и укрепление здоровья военнослужащих;
- повышение доступности и качества медицинской помощи всем контингентам, имеющим законодательное право на медицинское обеспечение за счёт средств Минобороны России;
- укрепление материально-технической базы военно-медицинских подразделений, частей и учреждений;
- комплексное переоснащение современным медицинским оборудованием медицинских пунктов воинских частей, санитарно-эпидемиологических учреждений и военных госпиталей;
- участие в реализации федеральных целевых программ;
- интеграция с учреждениями гражданского здравоохранения в целях сохранения и укрепления здоровья членов семей военнослужащих и ветеранов Вооружённых Сил;
- организационное оформление системы предупреждения, экспертизы, наблюдения и коррекции состояния здоровья молодёжи на всех этапах, начиная с допризывного периода
- ужесточение барьерной функции при призыве граждан на военную службу с целью недопущения в Вооружённые Силы больных;
- тесное сотрудничество органов военного управления с органами законодательной и исполнительной власти, как на федеральном, так и на региональном уровне в решении вопросов комплектования Вооружённых Сил здоровым пополнением;
- обеспечение устойчивого санитарно-эпидемиологического благополучия личного состава и районов дислокации войск (сил) на основе строгого соблюдения уставных положений, регламентирующих условия жизни и быта военнослужащих, безаварийной эксплуатации всех систем жизнеобеспечения военных городков;
- профилактика наиболее актуальных для армии и флота болезней, особенно инфекционных, психических, наркомании, алкоголизма, болезней кожи и подкожной клетчатки, травматизма;
- формирование у личного состава армии и флота активной жизненной позиции в вопросах сохранения здоровья;
- приоритетное финансирование расходов на военное здравоохранение, в том числе, за счёт внебюджетных источников;
- создание условий для гарантированного медицинского обеспечения прикреплённых контингентов.

## Начальники ЦВМУ / ГВМУ (РФ)
- генерал-полковник медицинской службы Эдуард Нечаев (1992—1993)
- генерал-полковник медицинской службы Иван Чиж (1993—2004)
- генерал-полковник медицинской службы Игорь Быков (2004—2007)
- генерал-лейтенант медицинской службы Владимир Шаппо (2007—2009)
- временно исполняющий обязанности генерал-майор медицинской службы Александр Фисун (2009)
- генерал-майор медицинской службы Александр Белевитин (с 8 июня 2009)
- временно исполняющий обязанности полковник медицинской службы Александр Власов (2011)
- временно исполняющий обязанности полковник медицинской службы Анатолий Калмыков (2011—2012)
- временно исполняющий обязанности полковник медицинской службы Александр Власов (2012)
- временно исполняющий обязанности полковник медицинской службы Вячеслав Новиков (октябрь 2012 — 14 января 2013[41]).
- генерал-майор медицинской службы Александр Фисун (19 февраля 2013 — 28 ноября 2016)
- временно исполняющий должность генерал-майор медицинской службы Александр Власов (28 ноября 2016 — декабрь 2016)
- действительный государственный советник Российской Федерации 2-го класса (c 2019)[42], к.м.н., Дмитрий Тришкин (апрель 2017 — наст. вр.; врио декабрь 2016 — апрель 2017, при назначении — государственный советник Российской Федерации 2 класса[43][44])[45][46]

## Главные медицинские специалисты Минобороны России
- Главный аллерголог
- Главный анестезиолог-реаниматолог
- Главный гастроэнтеролог
- Главный гематолог
- Главный гепатолог
- Главный гигиенист
- (нештатный) Главный гинеколог
- Главный дерматовенеролог
- Главный диетолог
- Главный инфекционист
- Главный кардиолог
- Главный кардиохирург
- Главный курортолог
- Главный микробиолог
- Главный невролог
- Главный нейрохирург
- Главный онколог
- Главный отоларинголог
- Главный офтальмолог
- Главный паразитолог
- Главный патологоанатом
- Главный педиатр
- Главный провизор
- Главный психиатр
- Главный пульмонолог
- (нештатный) Главный ревматолог
- Главный рентгенолог
- Главный государственный санитарный врач Минобороны России — зам. Главного государственного санитарного врача Российской Федерации
- Главный медицинский специалист по военно-медицинской статистике и информатике
- Главный специалист по детоксикации и трансплантации органов
- Главный стоматолог
- Главный судебно-медицинский эксперт
- Главный терапевт
- Главный токсиколог-радиолог
- Главный травматолог
- Главный трансфузиолог
- Главный уролог
- Главный физиотерапевт
- Главный хирург
- Главный эндокринолог
- Главный эндоскопист
- Главный эпидемиолог

## Состав
На 2016 год в системе военной медицины Минобороны России работает более 100 тыс. медицинских специалистов, в том числе около 23 тыс. врачей. В состав медицинской службы входит 70 военно-медицинских организаций, на медицинское обеспечение к которым прикреплено свыше 4 млн человек.

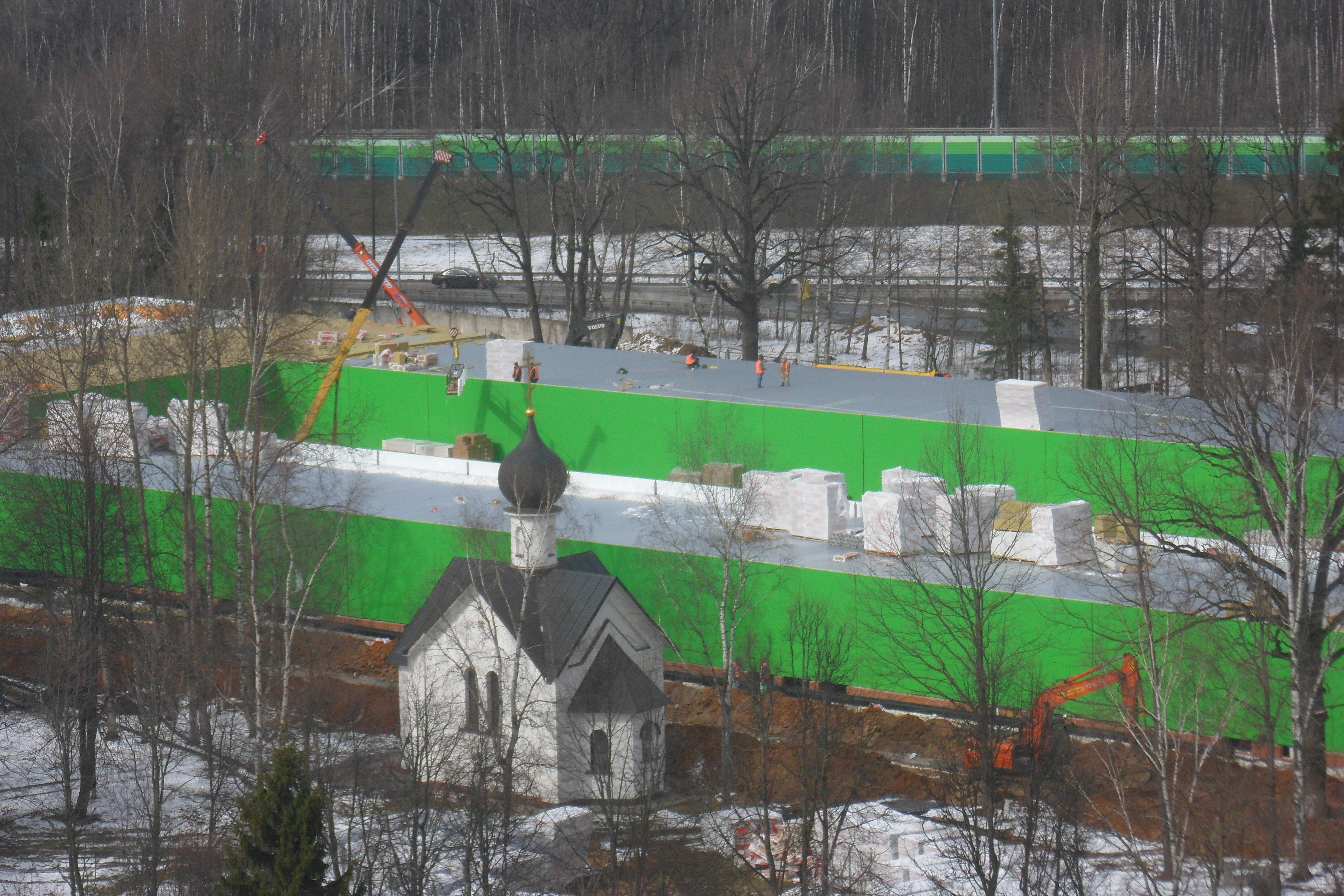
Строительство инфекционного отделения в Филиале № 3 Центрального военного клинического госпиталя имени А. А. Вишневского в Одинцове, 1 апреля 2020 года

Главному Управлению непосредственно подчинены следующие учреждения:
- Главный военный клинический госпиталь имени Н. Н. Бурденко;
- Центральный военный клинический госпиталь имени П. В. Мандрыка;
- Национальный медицинский исследовательский центр высоких медицинских технологий – Центральный военный клинический госпиталь имени А.А. Вишневского;
- Лечебно-реабилитационный клинический центр Минобороны России;
- Военно-медицинская академия имени С. М. Кирова;
- Центр фармации и медицинской техники Министерства обороны Российской Федерации
- 736-й Главный центр государственного санитарно-эпидемиологического надзора Министерства обороны Российской Федерации;
- 111-й Главный государственный центр судебно-медицинских и криминалистических экспертиз Министерства обороны Российской Федерации;
- Главный центр военно-врачебной экспертизы Министерства обороны Российской Федерации;
- восемь санаторно-курортных комплексов Министерства обороны Российской Федерации («Западный», «Подмосковье», «Северокавказский», «Сочинский», «Анапский», «Приволжский», «Дальневосточный», «Крымский»);
- шесть военных санаториев (ЦВКС «Архангельское», ВС «Ялта», ВС «Крым», Феодосийский ВС, Евпаторийский ВДКС им. Е П. Глинки, Сакский ВКС им. Н. И. Пирогова);
- База отдыха «Севастополь».